# ヤマハ・GT

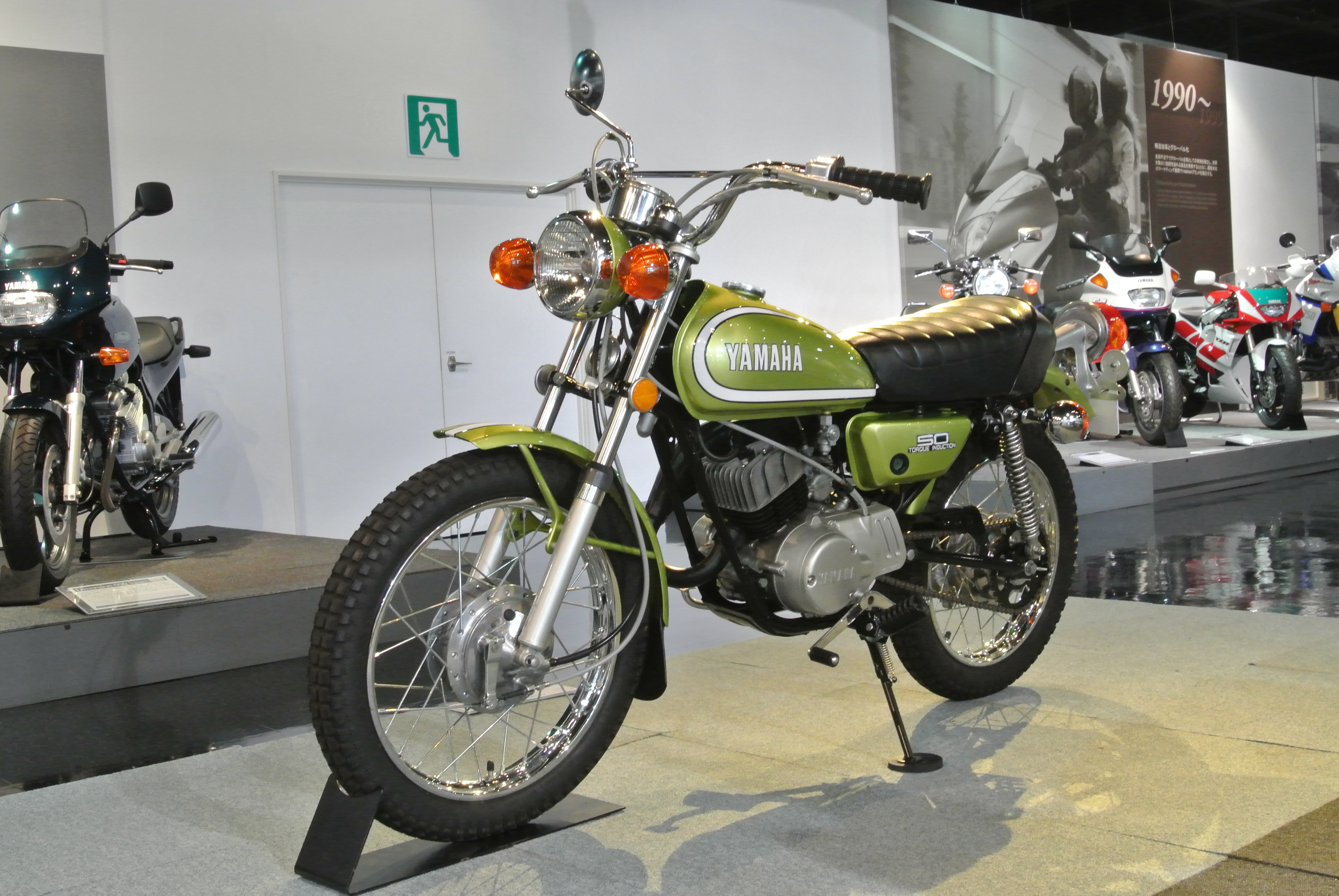
1972 Yamaha GT50

ヤマハ・GT（ジーティー）とは、ヤマハ発動機が製造していたオートバイの車種名。通称はミニトレ。排気量50ccクラスのGT50と、同80ccクラスのGT80がシリーズ車種として展開された。

## 概要
GTは、同社のDT1のミニチュア風のデザインで前傾シリンダーのロータリーディスクバルブエンジンを搭載したFT1 (FT50)を元祖とする。GTシリーズは、先代のコンセプトと「ミニトレ」の愛称を受け継ぎ、バーチカルシリンダーのピストンリードバルブエンジンを搭載した初代GT50/80系と、リアサスペンションにカンチレバー式スイングアームを採用した二代目GT50/80系との、2世代にわたるモデルが存在する。初期型モデルのシフトは「ボトムニュートラル方式」といわれる、前後にペダルがあるシーソー式のシフトを採用し、前側のペダルを押し下げると、1速→2速→3速→4速とシフトアップされ、後ろ側のペダルを押し下げると、4速→3速→2速→1速とシフトダウンされる。ロータリータイプと同じシーソー型だが、ホンダ・カブに採用されているロータリータイプと方式が異なり、4速からいきなりニュートラルに戻ることはない。なお、1979年版のカタログには、当時プロボクサーとして活躍していた具志堅用高が登場している。

## GT80
1972年デビュー。ボディサイズはGT50と同じであるが、ダブルシートを採用し2人乗りが可能であったが、シートがやや50よりも長いタンデムシート対応であることやステップが付いているだけであり、大人2人で乗車するのは困難であると思われる。最高出力は4,9psとなる。1977年のマイナーチェンジではマフラーの形状が変更となり、若干の耐久性や信頼性がUPしたものと考えられる。
1979年にはフルモデルチェンジされ、タコメーター装備、サスペンション、燃料タンク、シート形状などデザインが一新され、ボディも大型化された。全体的フォルムは同じくフルモデルチェンジを受けたMR80をコンパクト化したような感じにも受取れる。最高出力も6,3ps、最大トルクも0,67kg-mにUPした。ライバルはスズキのミニクロ（CM75）とのことである。（排気量ではミニクロがやや少なく、エンジンはロータリーバルブであった。）

## GT50
1972年デビュー。ボディサイズは「GT80」と同じであるが、長めのシングルシートを採用。前モデルであった「FT50」は空冷2サイクルロータリーバルブエンジンを搭載していたが、空冷2サイクルピストンリードバルブを採用。最高出力は4,0psとなる。1977年のマイナーチェンジで、マフラーの形状が変更となり若干の耐久性や信頼性がUPしたものと考えられる。またシフトが4速から5速へと変更。
1979年にはフルモデルチェンジされ、サスペンション、燃料タンク、シート形状などデザインが一新され、ボディも大型化された。全体的フォルムは同じくフルモデルチェンジを受けたMR50をコンパクト化したような感じにも受取れる。エンジンは引続きピストンリードバルブ方式であるが、最高出力が5,0ps、最大トルクも0,47kg-mとUPした。ライバルはスズキのミニクロ（CM50）であるといわれていた。免許制度の関係上、GT80よりもGT50の方が人気があった。また通称である「ミニトレ」以外に「銀バエ」などとも呼ばれていた。